# Atletica leggera ai XVII Giochi dei piccoli stati d'Europa
Le competizioni di atletica leggera ai XVII Giochi dei piccoli stati d'Europa si sono svolte dal 30 maggio al 2 giugno 2017.

## Podi

### Maschile
| Evento                 | Oro                      | Argento                             | Bronzo                 |
| 100m                   | Paisios Dimitriadis      | Andreas Chatzitheroi                | Ari Bragi Karason      |
| 200m                   | Kolbeinn Hodur Gunnarson | Paisios Dimitriadis                 | Ari Bragi Karason      |
| 400m                   | Teo Andat                | Ivar Kristinn Jasonarson            | Philippe Hilger        |
| 800m                   | Christos Dimitriou       | Charles Grethen                     | Pol Moya Betriu        |
| 1500m                  | Christos Dimitriou       | Pol Moya Betriu                     | Theofanis Micheales    |
| 5000m                  | Amine Khadiri            | Pol Mellina                         | Marcos Sanza Arranz    |
| 10000m                 | Pol Mellina              | Marcos Sanza Arranz                 | Antoni Bernando Planas |
| Staffetta 4x100m       | Islanda                  | Cipro                               | Monaco                 |
| Staffetta 4x400m       | Lussemburgo              | Cipro                               | Monaco                 |
| 110m ostacoli          | Nikandros Stylianou      | Jesse Aliga Jacob                   | Non assegnato          |
| 400m ostacoli          | Jacques Frisch           | Ivar Kristinn Jonarson              | Andrea Ercolani Volta  |
| 3000m siepi            | Nikolas Fragkou          | Nahuel Quetzal Carabuana Valenzuena | Joseph Guerra          |
| Salto in lungo         | Thorsteinn Igvarsson     | Kristinn Torfason                   | Matthois Volu          |
| Salto triplo           | Matthois Volu            | Loginos Achileos                    | Ian Paul Grech         |
| Salto in alto          | Vasilios Konstantinou    | Eugenio Rossi                       | Kevin Rutare           |
| Salto con l'asta       | Nikandros Stylianou      | Andreas Chatzitheroi                | Ari Bragi Karason      |
| Getto del peso         | Bob Bertemes             | Joe Seil                            | Sebastien Hoffelt      |
| Lancio del disco       | Gudni Valur Gudnarson    | Andreas Christou                    | Ivan Kukulicic         |
| Lancio del giavellotto | Orn Davidsson            | Tom Reuter                          | Gudmundur Sverisson    |

### Femminile
| Evento                 | Oro                          | Argento                     | Bronzo                          |
| 100m                   | Charlotte Wingfield          | Patrizia van der Weken      | Paraskevi Andreou               |
| 200m                   | Charlotte Wingfield          | Gudbjorg Jona Bjarnasdottir | Patrizia van der Weken          |
| 400m                   | Christiana Katsari           | Gudbjorg Jona Bjarnasdottir | Kalliopi Kountoru               |
| 800m                   | Natalia Evangelidou          | Vera Hoffman                | Dayane Huerta Venet             |
| 1500m                  | Charline Mathias             | Natalia Evangelidou         | Dayane Huerta Venet             |
| 5000m                  | Slađana Perunović            | Meropi Panagiotu            | Dagmara Anna Handzlikst         |
| 10000m                 | Arndis Yr Hafthorsdottir     | Dagmara Anna Handzlik       | Slađana Perunović               |
| Staffetta 4x100m       | Islanda                      | Malta                       | Lussemburgo                     |
| Staffetta 4x400m       | Islanda                      | Cipro                       | Non assegnato                   |
| 100m ostacoli          | Natalia Christofi            | Martine Marx                | Victoria Rausch                 |
| 400m ostacoli          | Arna Stefania Gudmandsdottir | Kim Reuland                 | Lise Boryna                     |
| Salto in lungo         | Ljiljana Matovic             | Maria Run Gunnlaugsdottir   | Rebecca Sarè                    |
| Salto in alto          | Marija Vukovic               | Maria Run Gunnalaugsdottir  | Clàudia Guri Melissa Michelotti |
| Salto con l'asta       | Hulda Þorsteinsdóttir        | Maria Aristotelous          | Edna Semeido Montero            |
| Salto triplo           | Eleftheria Christofi         | Ljiljana Matovic            | Rebecca Sarè                    |
| Getto del peso         | Gavriella Fella              | Ásdís Hjálmsdóttir          | Kristina Rakocevic              |
| Lancio del disco       | Kristina Rakocevic           | Androniki Lada              | Thelma Lind Kristjansdottir     |
| Lancio del giavellotto | Ásdís Hjálmsdóttir           | Marielle Rousi              | Noemie Pleimling                |

## Medagliere
| Pos.   | Paese       | Oro | Argento | Bronzo | Totale |
| ------ | ----------- | --- | ------- | ------ | ------ |
| 1      | Cipro       | 14  | 13      | 5      | 32     |
| 2      | Islanda     | 11  | 8       | 5      | 24     |
| 3      | Lussemburgo | 5   | 8       | 8      | 21     |
| 4      | Montenegro  | 4   | 2       | 3      | 9      |
| 5      | Malta       | 2   | 1       | 3      | 6      |
| 6      | Monaco      | 1   | 1       | 3      | 5      |
| 7      | Andorra     | 0   | 3       | 6      | 9      |
| 8      | San Marino  | 0   | 1       | 3      | 3      |
| Totale | Totale      | 37  | 37      | 36     | 110    |